# Institut für Raumfahrtantriebe

Logo des DLR

Das Institut für Raumfahrtantriebe in Lampoldshausen ist einer von 30 nationalen Forschungsstandorten des Deutschen Zentrums für Luft- und Raumfahrt (DLR).
Am Standort Lampoldshausen arbeiten etwa 220 Mitarbeiter in der Forschung und im Versuchsbetrieb von Raketenprüfständen. Schwerpunkt der Arbeit ist der Betrieb von Prüfständen für Raumfahrtantriebe im Auftrag der ESA und in Zusammenarbeit mit der europäischen Raumfahrtindustrie.

## Geschichte
Das Deutsche Zentrum für Luft- und Raumfahrt in Lampoldshausen wurde 1959 von Eugen Sänger zum Testen von Flüssigkeitsraketentriebwerken gegründet und nahm drei Jahre später seinen Betrieb auf. Die Arbeiten des Instituts für Raumfahrtantriebe, wie die Einrichtung heute heißt, dienen der Grundlagenforschung. Vor allem untersucht man auf den verschiedenen Prüfständen die Verbrennungsabläufe in den Triebwerken von Flüssigkeitsraketen.
Auf dem Testgelände, das sich im Harthäuser Wald östlich der in den 1970er Jahren gebauten Bundesautobahn 81 befindet, wurden Ende der 1960er Jahre statische Brennversuche mit der Oberstufe der Europa-Rakete durchgeführt.
Seit der Einstellung des Projekts erfolgen dort statische Brennversuche mit den Triebwerken der Raketenträgerfamilie Ariane. 1996 erfolgte der Erststart einer Ariane-5-Rakete. Die Ariane 5 war eine europäische Trägerrakete, die im Auftrag der ESA entwickelt wurde. Sie war die leistungsfähigste europäische Trägerrakete und ermöglichte es, schwere Nutzlasten in eine Erdumlaufbahn zu befördern. Das DLR Lampoldshausen war maßgeblich an der Entwicklung der Rakete beteiligt.
2013 öffnete das DLR-Forum für Raumfahrtantriebe mit einer Ausstellung zur Deutsch-Europäischen Raumfahrtgeschichte für interessierte Besucher und mit dem DLR School Lab für Kinder und Jugendliche.
2016 begann das Institut mit der Errichtung einer Wasserstoff produzierenden Power-to-Gas-Anlage, die dazu dienen soll, diese Speichertechnik im industriellen Maßstab zu erforschen und weiterzuentwickeln. Neben einem PEM-Elektrolyseur mit einer Leistung von 1 MW wird auch ein Blockheizkraftwerk errichtet, das mit dem produzierten Wasserstoff betrieben werden kann. Dieses soll das Institut bei geringer Stromerzeugung aus Windkraft- und Photovoltaikanlagen vollständig mit Strom und Wärme versorgen. Ein Teil des Wasserstoffs soll ebenfalls für die Forschung an Raketentriebwerken am Standort verwendet werden.

## Prüfstände
Auf dem rund 51 ha großen Gelände gibt es zahlreiche Prüfstände.

### Prüfstand P1
Auf dem Höhenprüfstand P1 werden Kleintriebwerke bis zu einem Schub von 600 N getestet. Insbesondere Triebwerke zur Lagestabilisierung von Satelliten und deren Apogäumsmotoren fallen in diese Kategorie.

### Prüfstand P2

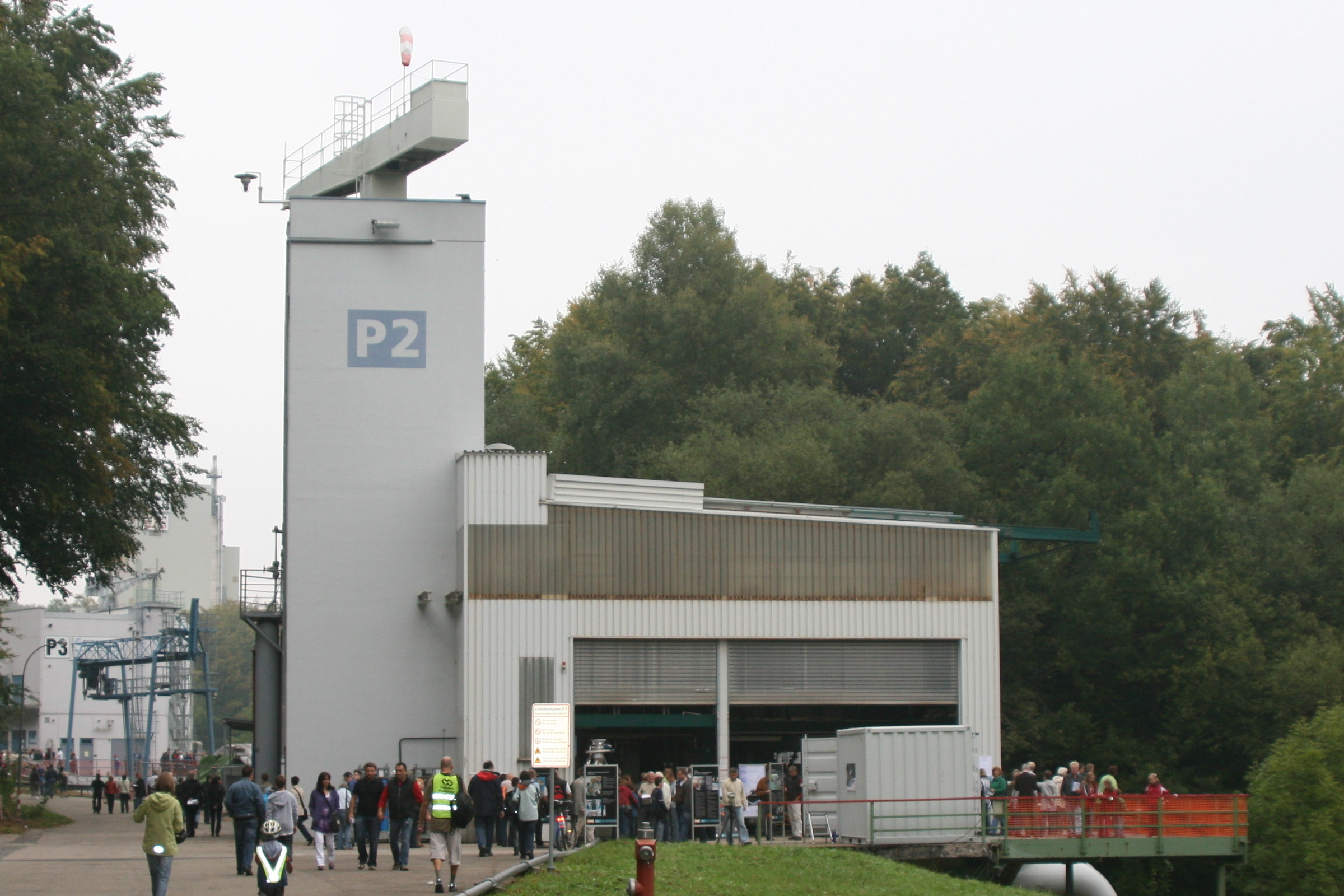
Prüfstand P2

Der Prüfstand P2 dient zum Test von hypergolen Triebwerken mit einem Schubniveau bis 100 kN Schub unter Bodenbedingungen.

### Prüfstand P3
Der Prüfstand P3 ist ein Komponenten-Prüfstand für kryogene Treibstoffe. Er wird hauptsächlich für Tests zur Entwicklung von Brennkammern eingesetzt. Zu diesen gehören die Brennkammern der Triebwerke Vulcain 1 und Vinci für die europäische Trägerrakete Ariane 5.

### Prüfstand P4 (P4.1 / P4.2)

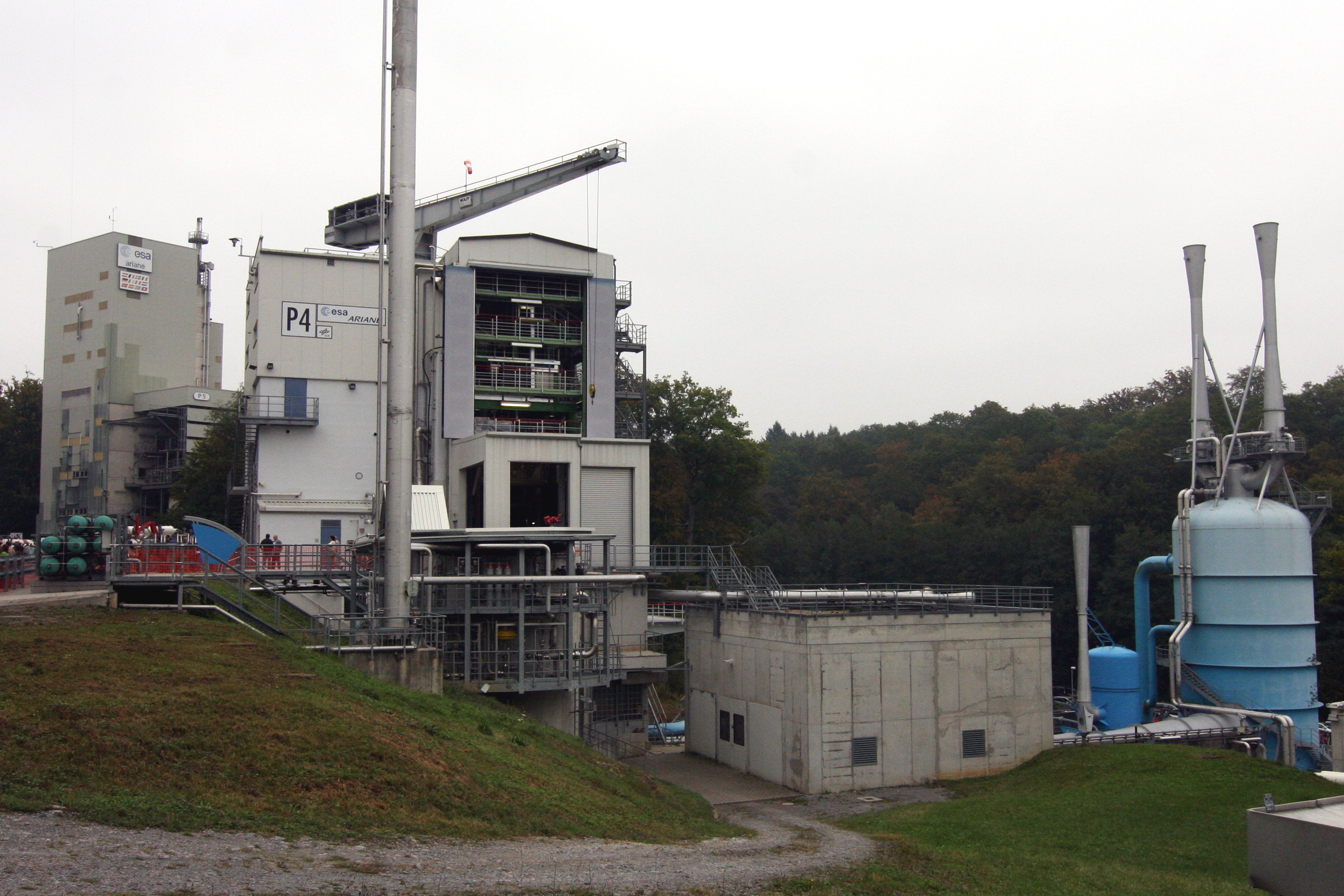
Prüfstand P4

Der Vakuumprüfstand P4 gliedert sich in zwei Testzellen, P4.1 und P4.2. Auf dem P4.2 können Tests mit dem Aestus-Triebwerk durchgeführt werden, und der P4.1 wird für Versuche mit dem neuen Oberstufentriebwerk Vinci genutzt. Um die Verbrennungsgase der Triebwerke abzusaugen und das Vakuum während des Betriebs des Triebwerks aufrechtzuerhalten, werden die Abgase mittels mehrerer dampfbetriebener Ejektorstufen abgesaugt.

### Prüfstand P5

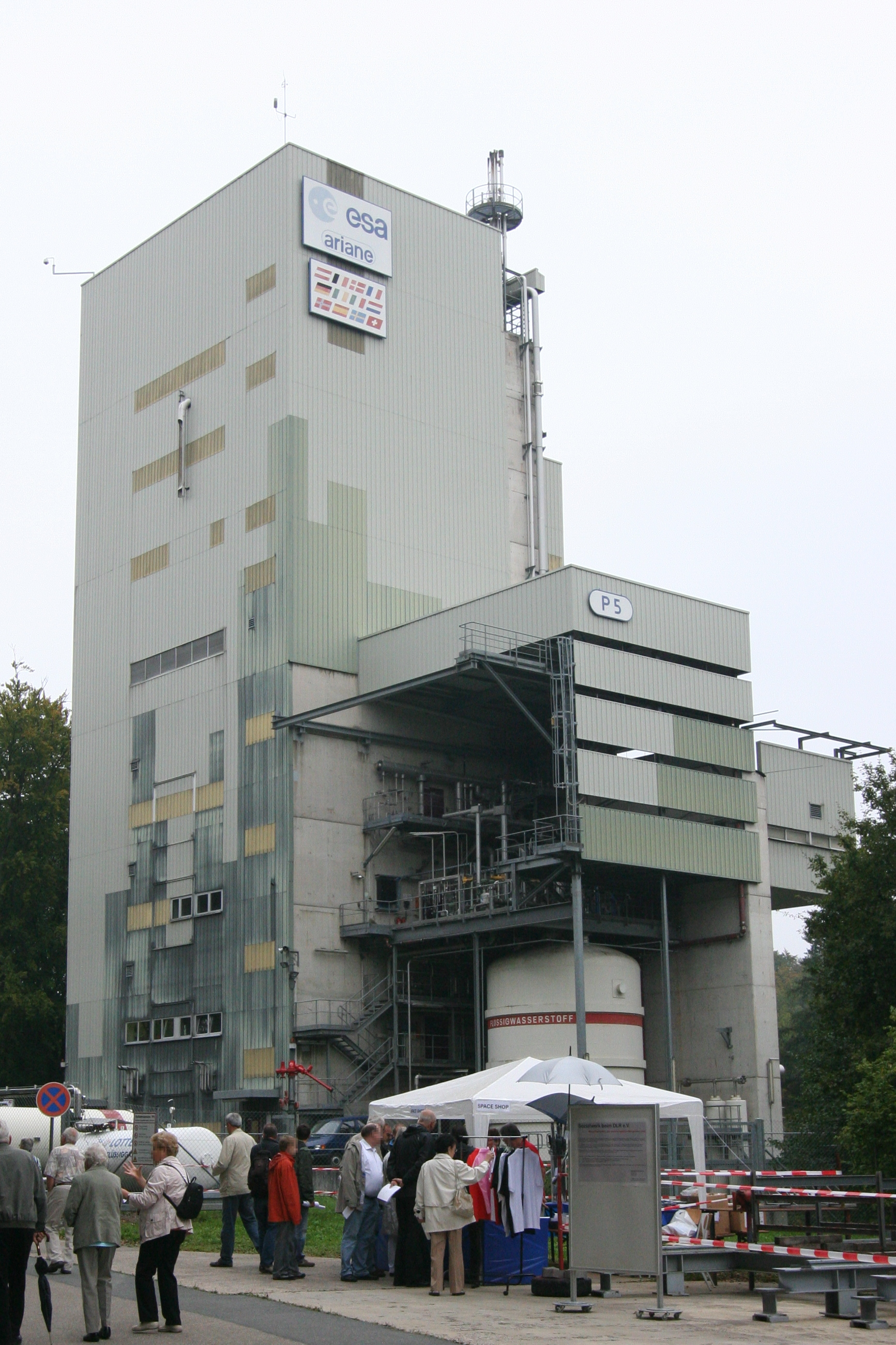
Prüfstand P5

Geschichte des Vulcain-Prüfstandes P5:
- 1988–1990: Errichtung des Prüfstandes
- 1990–1996: Entwicklungsversuche des Triebwerkes Vulcain der kryogenen Hauptstufe der europäischen Trägerrakete Ariane 5
- 1996–1998: Abnahmekampagnen für Flugtriebwerke
- 1998–1999: Umbau des Prüfstandes für das Triebwerk Vulcain 2
- 1999–2002: Entwicklungs- und Qualifikationsversuche für das verbesserte Triebwerk Vulcain 2
- 2018: sieben Monate dauernde Testkampagne für das Vulcain 2.1 der Ariane 6[7]
- 2021: Umrüstung des Prüfstands P5 auf die Treibstoffkombination LOX/Methan für das zukünftige Triebwerk Prometheus[8]

### Prüfstand P5.2
Am Prüfstand P5.2 wird die gesamte Oberstufe der Ariane 6, das sogenannte Upper Liquid Propulsion Module (ULPM) getestet.

### Prüfstand P6
Beim Prüfstand P6 handelt es sich um einen Höhenprüfstand für Kaltgastriebwerke.

### Prüfstand P8
Im Rahmen einer deutsch-französischen Zusammenarbeit entstand die Idee, einen gemeinsamen Europäischen Forschungs- und Technologie-Prüfstand P8 zu bauen. 1992 nahmen die Partner SNECMA, Astrium, CNES und DLR dieses Projekt in Angriff. Das Hauptaugenmerk dieses Prüfstands liegt in der Erforschung der Hochdruckverbrennung von Sauerstoff und Wasserstoff sowie Methan oder Flüssigerdgas. Heute werden dort außerdem Materialtests durchgeführt und Varianten der verschiedenen Antriebsteile getestet. Im Jahr 2021 ist der Prüfstand P8 um eine dritte Testzelle erweitert worden. Hier kann zukünftig das Zusammenspiel aller Triebwerkskomponenten, also von der Brennkammer über die Ventile bis hin zur Turbopumpe erforscht und getestet werden.

## ArianeGroup GmbH
Der Raumfahrtkonzern ArianeGroup betreibt auf dem Gelände des DLR das Werk Lampoldshausen mit rund 260 Mitarbeitern. Diese entwickeln, produzieren und testen dort Triebwerke, Tanks und Zuleitungen für Satelliten. Früher wurden außerdem Raketentriebwerke getestet, z.b. das Oberstufen-Triebwerk der Ariane 6 „Vinci“, ursprünglich für die Ariane 5 geplant, oder das Triebwerk der Hauptstufe der Ariane 6 Vulcain 2.1. Diese Test wurden aus Gründen der Wirtschaftlichkeit an andere Standorte verlegt.